# Dick Svensson
Ulf Harry Dick Svensson, född 8 februari 1936 i Motala församling i Östergötlands län, död 12 september 2009 i Kristianstads Heliga Trefaldighets församling i Skåne län, var en svensk socialdemokratisk politiker. 

## Kommunala uppdrag
Dick Svensson var ombudsman för arbetarekommunen i Kristianstad 1969–1979. Han var också politiskt verksam i Kristianstads kommun. Hans första kommunala uppdrag var som ordförande i fritidsnämnden 1973. Han var vice ordförande i kommunstyrelsens beredningsutskott åren 1974–1981. Han valdes in i kommunfullmäktig 1977 och satt kvar till 1991. Han blev ordförande i kommunstyrelsen och kommunalråd 1983–1985 och 1989–1991 och var samma år ordförande i kommunstyrelsens arbetsutskott. Han var vice ordförande i kommunstyrelsen 1980–1982 och 1986–1988 och oppositionsråd som vice ordförande i kommunstyrelsens arbetsutskott samma år. Efter valet 1991 lämnade han politiken.
Han var efter karriären som politiker ordförande i Kristianstads hamnanläggningar AB 1995 till 1998. 1985 var Svensson ordförande i IFK Kristianstads huvudstyrelse.

## Viktigaste politiska beslut
Dick Svenssons partikollegor framhöll på hans jordfästning hans talarförmåga och hans efterträdare som arbetarkommunens ombudsman Lars Olin prisade hans insatser för gågatorna i centrum 1984 och Barbacka kulturhus 1989. Viktigast under hans år i kommunledningen var enligt Olin beslutet om Kristianstads vattenrike 1989. Klas Ohlsson framhöll hans visioner och nämnde det så kallade Dixieland som dock aldrig förverkligades.

## Personligt
Dick Svensson var 1959–1983 gift med Ingrid Larsson (född 1939)  och 1984–1998 med sedermera statsrådet Heléne Fritzon (född 1960). Han fick fyra barn i första äktenskapet och tre barn i andra äktenskapet.